# سیارک ۴۳۰۹
سیارک ۴۳۰۹ (به انگلیسی: 4309 Marvin، نامگذاری:1978QC) چهار هزار و سیصد و نهمین سیارک کشف شده‌است که در ۳۰ اوت ۱۹۷۸ کشف شد.
قدر مطلق سیارک برابر ۱۳٫۲۰ است.